# Gabriel August Zincke

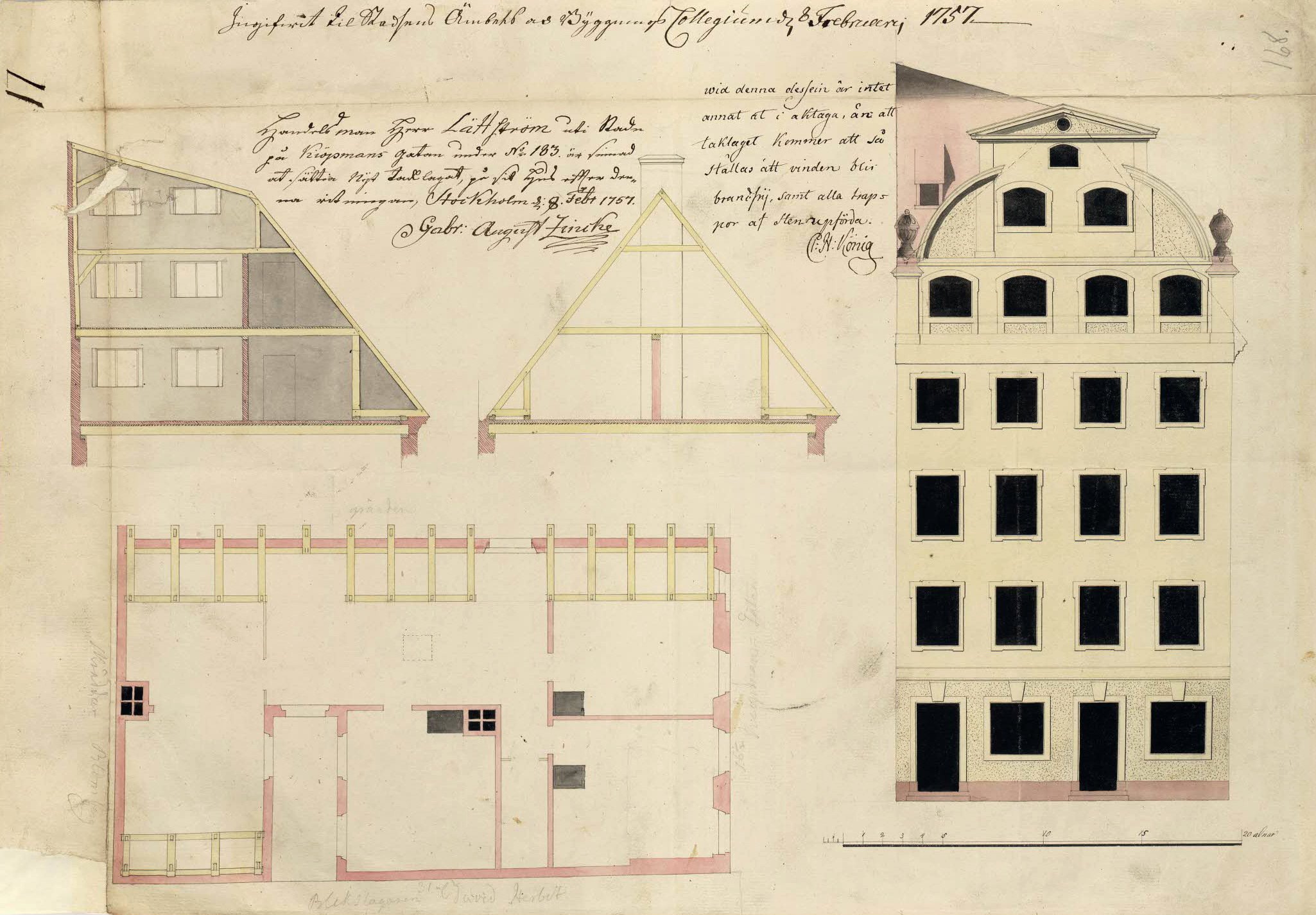
Ombyggnadsritning för Phaeton 5, 1775

Gabriel August Zincke, född i slutet av 1600-talet, död 13 mars 1763, var en svensk murmästare och arkitekt, verksam i Stockholm.

## Biografi

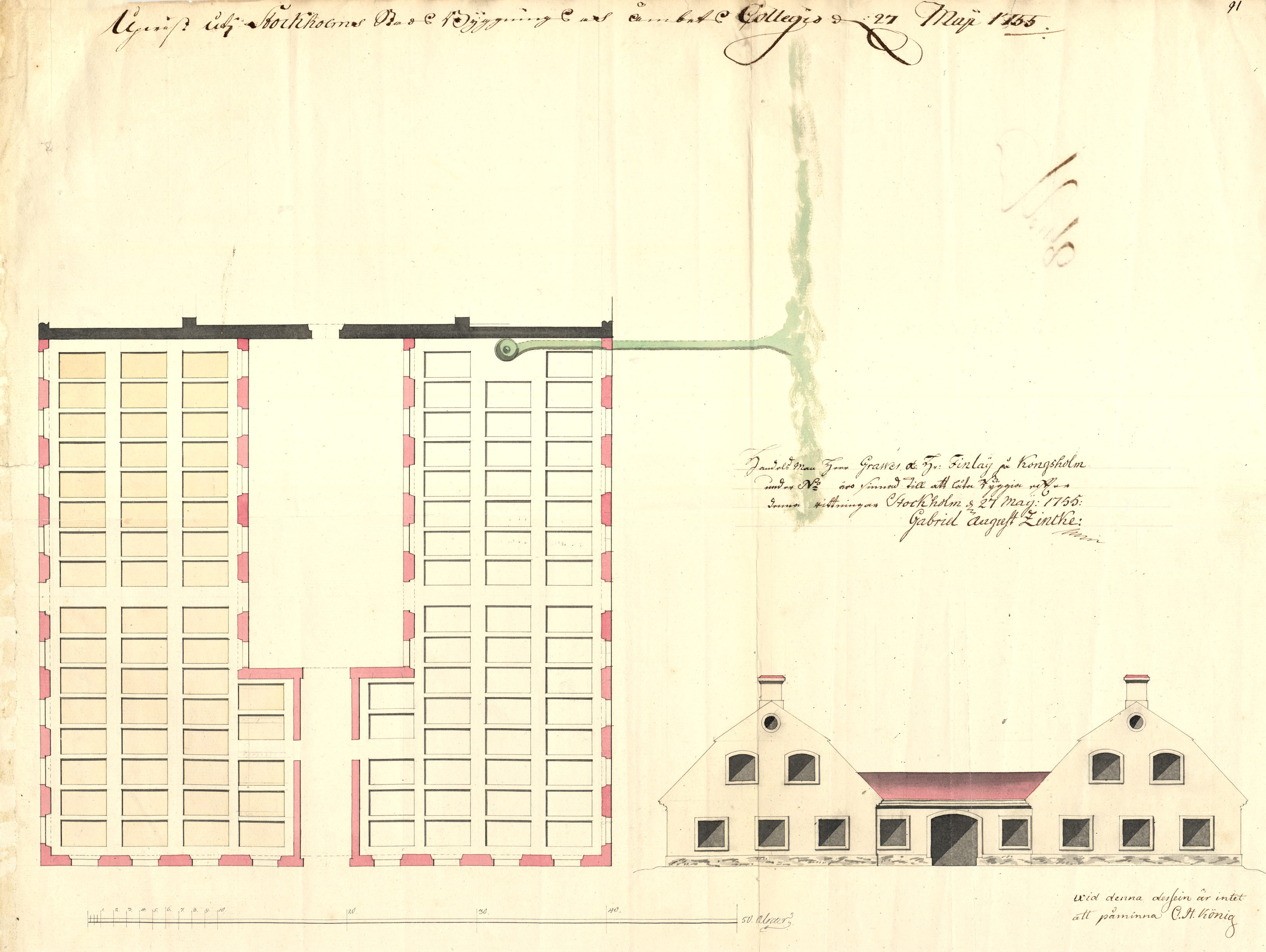
Garveribyggnad på Kungsholmen, 1755.

Zincke kom från Dresden och hörde till en grupp hantverksmän av tysk härkomst som inflyttade till Stockholm på 1600- och 1700-talen. Bland dem märks Johan Wilhelm Henric Elies, Andreas Fischer, Casper Christian Friese och dennes bror Johan Wilhelm Friese. Zincke blev antagen i Murmestare Embetet år 1755 och uppförde 14 nybyggnader mellan åren 1755 och 1762. 
Till hans uppdragsgivare hörde välbeställda grosshandlare och näringsidgare. Bland hans arbeten kan nämnas ombyggnad av bostadshuset vid Köpmangatan 18 kvarteret Phaeton som han ritade och byggde 1757. Beställare var kryddkrämare Friedrich Lettström. Byggnaden finns kvar. I maj 1755 ritade han en industribyggnad för ett garveri på Kungsholmen. Beställare var grosshandlaren Jacob Graver och brukspatronen Robert Finlay. I byggnaden, som inte längre finns kvar, skulle tjocka oxhudar garvas.
Zincke var gift med Sophia Burman som efter hans död var medlem i Murmästareämbetet mellan 1763 och 1789. Hon uppträdde även som arbetsgivare och företagare i byggbranschen och slutförde makens påbörjade byggprojekt samt svarade för elva egna nybyggen åren 1770-1775. Bland hennes verksgesäller fanns Johan Daniel Degenaer.

## Övrigt
I Stockholms stadsarkiv förvaras 38 ritningar av Zincke. De ingår i Stockholms stads byggnadsritningar, en samling av cirka 2,5 miljoner historiska byggnadsritningar, som år 2011 utsetts av Unesco till världsminne.